# Folia cold-stamping
Folia cold-stamping – materiał do metalizowania powierzchni stosowany w poligrafii do uszlachetnianiu druku, znakowań, zabezpieczeń druku, umożliwiający druk techniką cold-stampingu.

## Budowa folii cold-stampingowej
Folia cold-stampingowa w przekroju poprzecznym składa się z warstw takich jak folia hot-stampingowa. W odróżnieniu od folii hot-stampingowej używany jest dodatkowy klej. Jest on nanoszony na powierzchnię drukowaną cold-stampingiem dokładnie w miejscach, które chcemy zadrukować (uszlachetnić folią). Po dociśnięciu folii do kleju "nadrukowanego" następuje oderwanie barwnika od warstwy nośnej (w przypadku fleksografii i cold-stampingu offsetowego UV wymagane są dodatkowo lampy UV aktywujące klej).

przekrój poprzeczny ukazujący warstwy folii do cold-stampingu

## Folia cold-stampingowa offsetowa a fleksograficzna
Folia cold-stampingowa do stosowania w fleksografii różni się od folii cold-stampingowej do aplikacji offsetowej – nie można folii cold-stampingowej fleksograficznej stosować zamiennie z folią cold-stampingową offsetową; są to dwa typy folii. Również występują różnice w kleju w przypadku zastosowania obu tych technik drukarskich.

## Podział folii cold-stampingowej
Folie cold-stampingowe można podzielić na:
- folie cold-stapingowe fleksograficzne: stosowany klej jest utrwalany promieniami UV

Folie te dzieli się na folie: 
- - folie cold-stampingowe zwykłe - folie te nie zadrukowuje się
  - folie coldstampingowe do zadruku - folie te zadrukowuje się farbami fleksograficznymi UV

- folie cold-stampingowe offsetowe

Folie te dzieli się na folie:
- - folie cold-stampingowe konwencjonalne - klej utrwalany jest jak farba offsetowa konwencjonalna, folię można zadrukować farbami konwencjonalnymi
  - folie cold-stampingowe UV - klej utrwalany jest promieniami światła UV, folie można zadrukowywać farbami offsetowymi UV